# Sloop

Schéma des voiles d'un sloop aurique

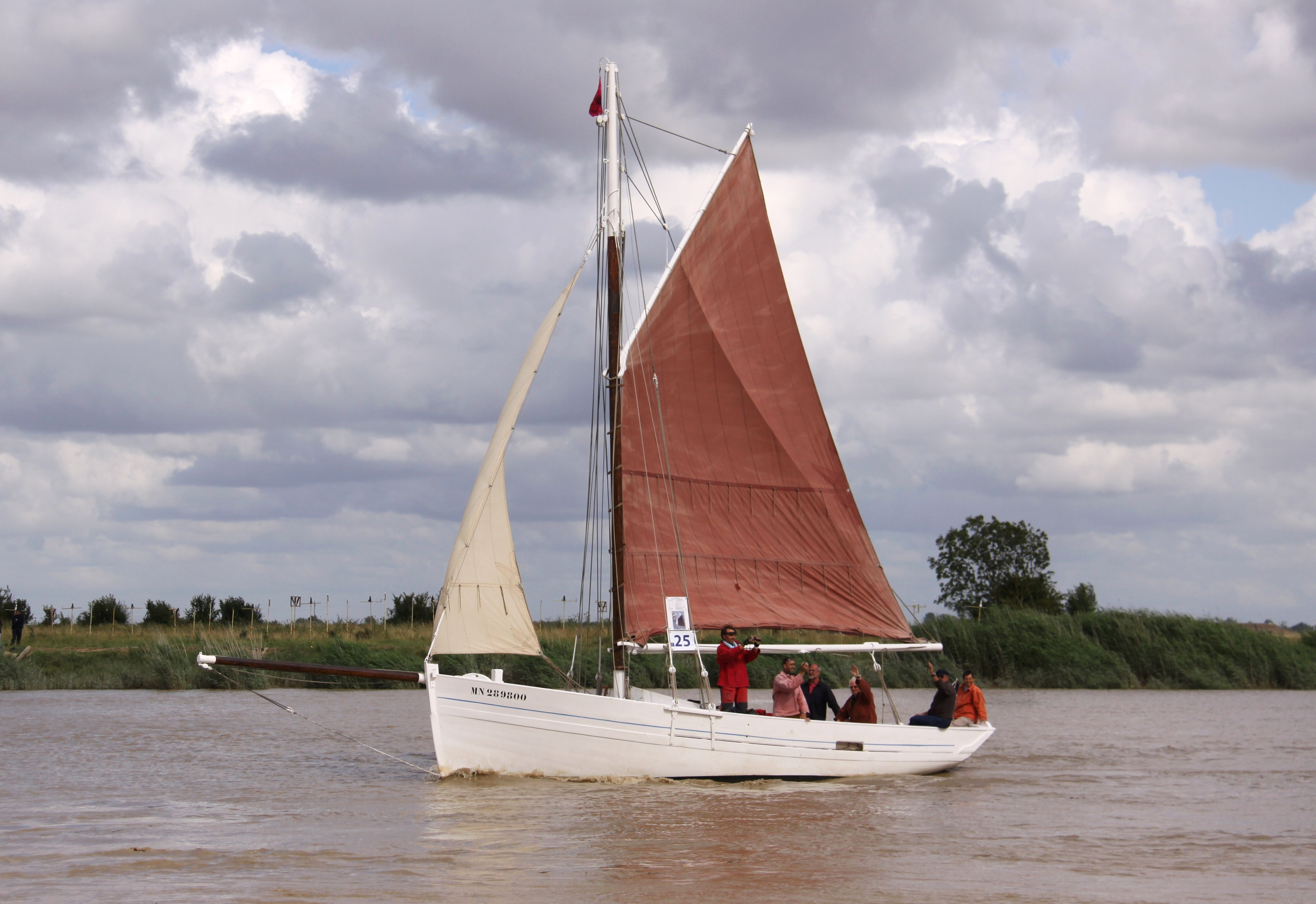
Le sloop ostréicole La Flèche sur la Charente

Le sloop est un voilier à un mât gréé en voile aurique à un seul foc.
Il peut posséder une voile à corne avec ou sans flèche ou un hunier sur les navires anciens, ou un gréement bermudien sur les navires modernes, avec une voile unique triangulaire. Il peut être ponté ou non. C'est la forme la plus courante des bateaux habitables de dimensions moyennes.

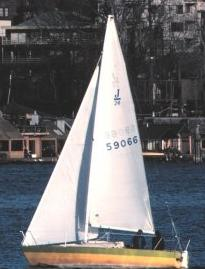
Sloop bermudien

## Étymologie
Sloop vient du néerlandais sloep et a la même origine étymologique que le mot français chaloupe. Il existe aussi le terme francisé sloup pour désigner ce type de gréement.

## Usage et historique
Comme la plupart des petits voiliers à gréement aurique, les sloops étaient, tout comme les cotres, des navires de pêche maniables et rapides. Les deux termes étaient synonymes autrefois,.
Au temps de la marine à voile, le sloop-of-war désignait, en Angleterre, les navires de guerre à un, deux ou trois mâts plus petits que les frégates, rapides mais faiblement armés.

## Typologie et différences avec d'autres gréements voisins
La bôme située en bas du mât supporte la grand-voile, le foc est en avant du mât.
Dans la plaisance, on distingue parmi les bateaux à un seul mât : 
- le sloop, comportant une seule voile d'avant (foc) ;
- le cotre avec au moins deux voiles d'avant : le foc, une trinquette, et éventuellement un clinfoc.

Pour les bateaux traditionnels, la distinction se fait plutôt sur la présence d'une voile de flèche (on parle alors de cotre) ou sans flèche (on parle alors de sloop ou sloup, souvent orthographié à la française). À noter que l'appellation cotre ou sloup peut aussi varier d'une région à l'autre.
Il existe un exemple de sloop équipé d'une voilure rigide. C'est au Maroc, en 1934, que Michel Minéo met au point une voile conçue sur les principes de l'aéronautique et remporte une régate de trois milles avec un mille d'avance.
| Typologie de navires à un mât    | Typologie de navires à un mât | Typologie de navires à un mât | Typologie de navires à un mât | Typologie de navires à un mât       | Typologie de navires à un mât |
| -------------------------------- | ----------------------------- | ----------------------------- | ----------------------------- | ----------------------------------- | ----------------------------- |
| Nom du gréement                  | Cotre                         | Sloop                         | Catboat ou Canot à misaine    | Yawl (cotre ou sloop à tapecul)     | Cotre à hunier                |
| Terme anglais                    | cutter                        | sloop                         | Catboat                       | Yawl                                | topsail cutter                |
| Particularités                   | 2 focs ou plus                | 1 foc                         | Pas de foc                    | 2 mâts                              | 2 focs ou plus et huniers     |
| Schéma                           | Cotre                         | Sloop                         | Canot à misaine               | Cotre à tapecul est un type de yawl | Cotre à hunier                |
| Exemple de gréement traditionnel |                               |                               |                               |                                     |                               |
| Exemple de gréement bermudien    |                               |                               |                               |                                     |                               |

## Exemples de navires
- Cap Sizun
- Dalh-Mad, sloop de bornage de Landerneau
- Coppelia, ancien sloop ostréicole
- Oberden, sloop de régate équipé d'une voile rigide aérodynamique (1934)
- Bayesian, le plus grand sloop de plaisance du monde

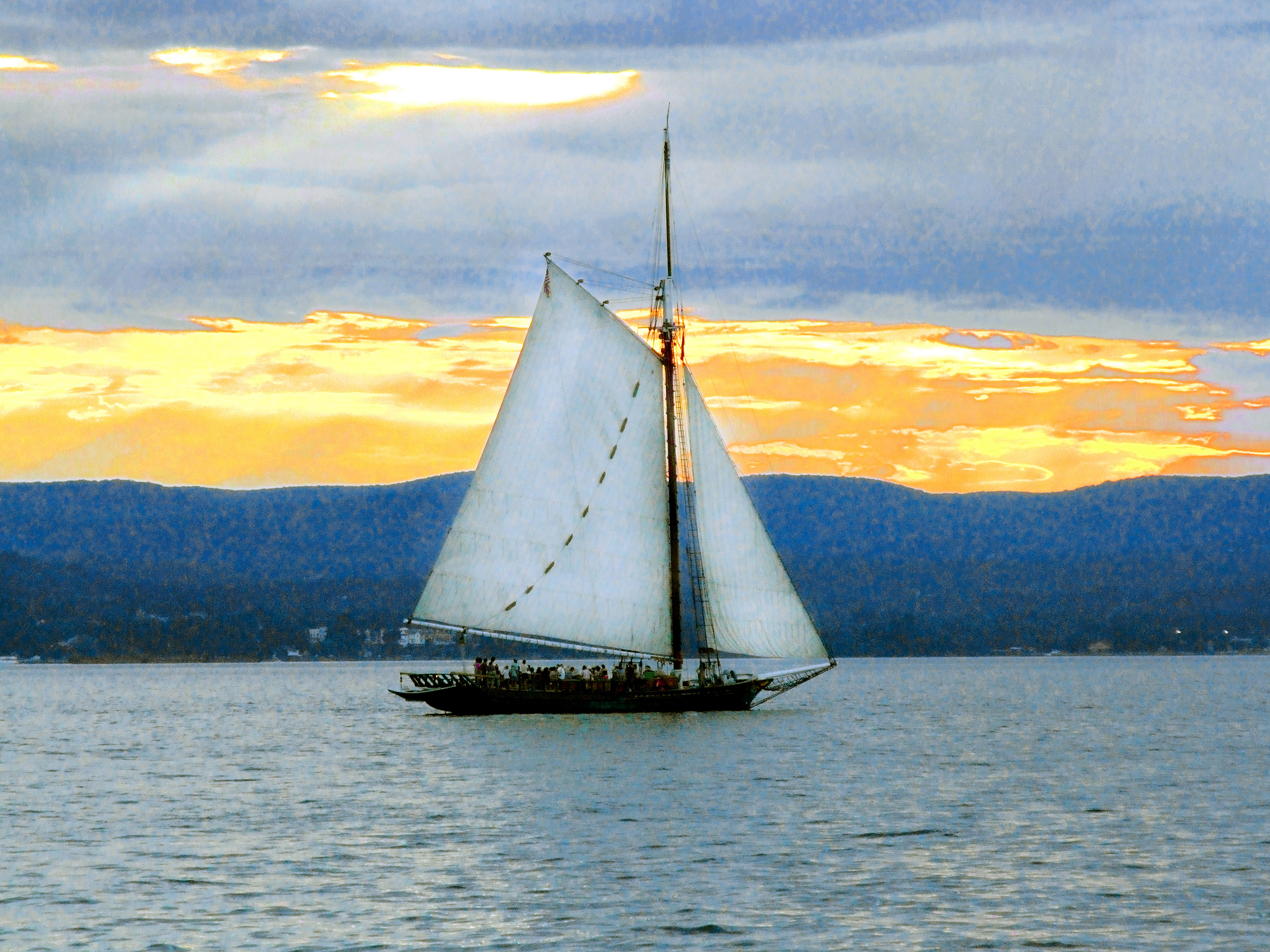
Le Sloop Clearwater
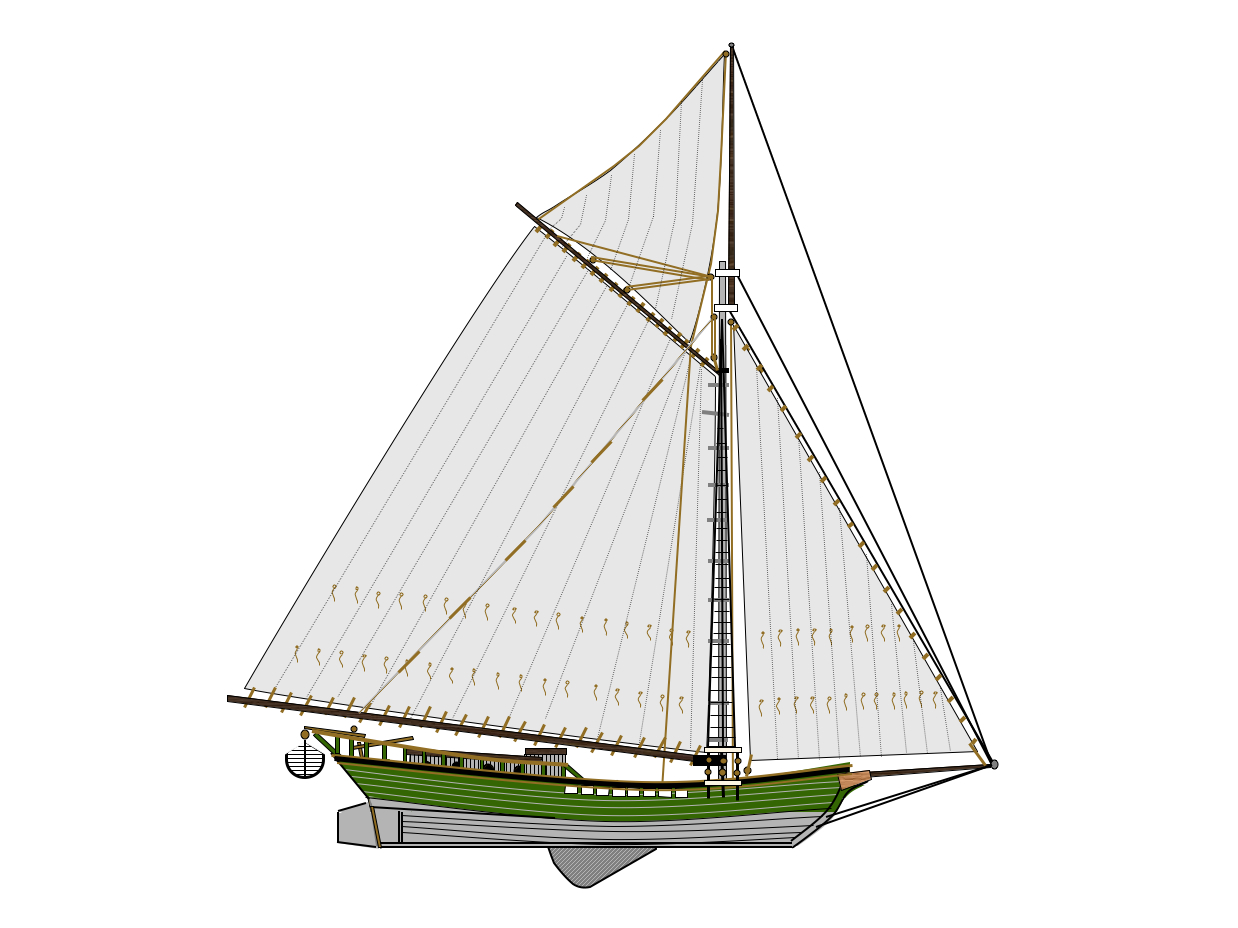
Sloop typique : Dessin du Kate Dale
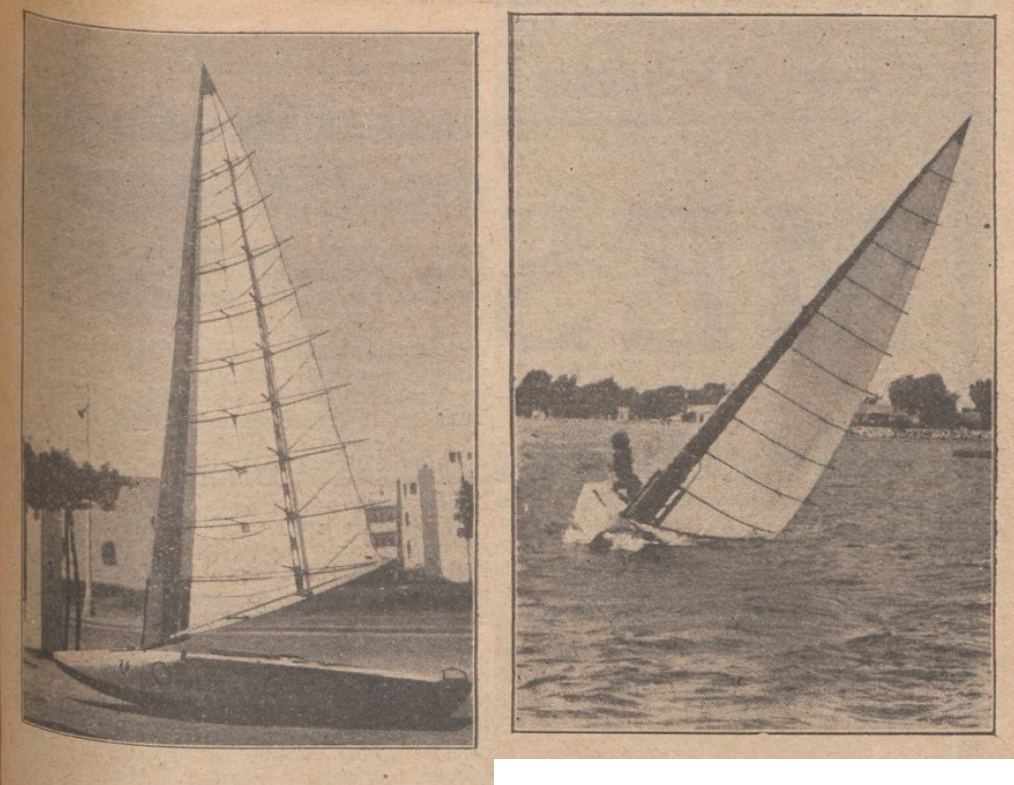
Novembre 1934 - Sloop Oberden avec voile aérodynamique - Les Ailes, n° 698